# Riềng Phú Thọ
Riềng Phú Thọ (danh pháp hai phần: Alpinia phuthoensis) là cây thân thảo thuộc họ Gừng.
Cây mọc ven suối và dưới tán rừng, mới gặp ở tỉnh Phú Thọ, Việt Nam.